# Киватин (Миннесота)
Киватин (англ. Keewatin) — город в округе Айтаска, штат Миннесота, США. По данным переписи за 2010 год число жителей города составляло 1068 человек.

## Географическое положение
По данным Бюро переписи населения США город имеет общую площадь в 7,46 км² (6,37 км² — суша, 1,09 км² — вода).
Через город проходит  US 169 (англ. US Highway 169).

## История
Город был основан рядом с железными шахтами. Название имеет индейское происхождение, в переводе означает «северный ветер» Киватин находится на востоке округа. Город был инкорпорирован в 1906 году..

## Население
В 2010 году на территории города проживало 1068 человек (из них 51,5 % мужчин и 48,5 % женщин), насчитывалось 475 домашних хозяйств и 265 семей. На территории города было расположено 546 построек со средней плотностью 85,7 построек на один квадратный километр суши. Расовый состав: белые — 95,8 %, коренные американцы — 1,3 %.
Население города по возрастному диапазону по данным переписи 2010 года распределилось следующим образом: 27,0 % — жители младше 21 года, 58,9 % — от 21 до 65 лет и 14,1 % — в возрасте 65 лет и старше. Средний возраст населения — 39,9 лет. На каждые 100 женщин в Киватине приходилось 106,2 мужчин, при этом на 100 совершеннолетних женщин приходилось уже 107,1 мужчин сопоставимого возраста.
Из 475 домашних хозяйств 55,8 % представляли собой семьи: 37,7 % совместно проживающих супружеских пар (15,2 % с детьми младше 18 лет); 12,0 % — женщины, проживающие без мужей, 6,1 % — мужчины, проживающие без жён. 44,2 % не имели семьи. В среднем домашнее хозяйство ведут 2,25 человека, а средний размер семьи — 2,94 человека. В одиночестве проживали 37,5 % населения, 12,0 % составляли одинокие пожилые люди (старше 65 лет).
В 2015 году из 867 человек старше 16 лет имели работу 451. В 2014 году средний доход на семью оценивался в 50 109 $, на домашнее хозяйство — в 40 714 $. Доход на душу населения — 21 631 $ в год.